# Hagnagora
Hagnagora is een geslacht van vlinders van de familie spanners (Geometridae), uit de onderfamilie Larentiinae.

## Soorten
- H. anicata Felder, 1870
- H. buckleyi Druce, 1885
- H. clustimena Druce, 1893
- H. croceitincta Dognin, 1892
- H. discordata Guenée, 1858
- H. ephestris Felder, 1875
- H. guatica Schaus, 1927
- H. hagnagora Druce
- H. ignipennis Dognin, 1913
- H. lex Druce, 1885
- H. mesenata Felder, 1875
- H. mortipax Butler, 1872
- H. subrosea Warren, 1909
- H. vittata Philippi, 1859